# Lista över avsnitt av Skavlan
Detta är en lista över avsnitt och gäster i den svensk-norska talkshowen Skavlan.

## Säsong 1 (2009)
Spelades in under våren 2009 i SVT-huset i Stockholm. Premiären ägde rum den 16 januari 2009 i Sverige, och dagen därpå i Norge och säsongen avslutades i Sverige den 6 mars 2009 och i Norge dagen därpå.
| Nr | Gäster | Sändningsdatum   | Sändningsdatum   | Antal tittare | Antal tittare |
| Nr | Gäster | Sverige          | Norge            | Sverige       | Norge         |
| -- | --- | ---------------- | ---------------- | ------------- | ------------- |
| 1  | Göran Persson, Anitra Steen, Timbuktu, Kristina Lugn, Åsa Vilbäck, Ari Behn                                               | 16 januari 2009  | 17 januari 2009  | 1 025 000     | 343 000       |
| 2  | Lukas Moodysson, Filip Hammar, Fredrik Wikingsson, Petra Mede, Kjerstin Dellert, The Priests                              | 23 januari 2009  | 24 januari 2009  | 960 000       | 389 000       |
| 3  | Rolf Lassgård, Helena Bergström, Gina Yashere, Hanna Hellquist, A Camp                                                    | 30 januari 2009  | 31 januari 2009  | 1 020 000     | 342 000       |
| 4  | Lars Winnerbäck, Sarah Symonds, Gustaf Skarsgård, Tuva Novotny, Måns Zelmerlöw                                            | 6 februari 2009  | 7 februari 2009  | 1 090 000     | 297 000       |
| 5  | Carl Bildt, Jan Guillou, Noomi Rapace, Michael Nyqvist, Titiyo, Kajsa Bergqvist                                           | 13 februari 2009 | 14 januari 2009  | 1 230 000     | 439 000       |
| 6  | Ingvar Oldsberg, Mona Sahlin, Jens Stoltenberg, Carolina Klüft, Seasick Steve                                             | 20 februari 2009 | 21 februari 2009 | 1 690 000     | 430 000       |
| 7  | Liza Marklund, Mads Mikkelsen, Stellan Skarsgård, Alice Bah Kuhnke, Amos Oz, Tomas Ledin                                  | 27 februari 2009 | 28 februari 2009 | 1 325 000     | 368 000       |
| 8  | Fredrik Reinfeldt, Jan Malmsjö, Susanna Kallur, Brad Blanton, Marie Göranzon, Marie-Louise Ekman, Jonas Gardell, Lykke Li | 6 mars 2009      | 7 mars 2009      | 1 580 000     | 228 000       |

| Totalt antal tv-tittare | Totalt antal tv-tittare |
| ----------------------- | ----------------------- |
| Sverige                 | 9 920 000               |
| Norge                   | 2 836 000               |
| Totalt                  | 12 756 000              |

| TV-tittare i snitt | TV-tittare i snitt |
| ------------------ | ------------------ |
| Sverige            | 1 240 000          |
| Norge              | 354 500            |
| Totalt             | 1 594 500          |

## Säsong 2 (2009)
Spelades in under hösten 2009 i SVT-studio i Stockholm, förutom avsnitt 13 som spelades in i Oslo. Premiären ägde rum den 18 september 2009 och säsongen avslutades den 11 december 2009.
| Nr | Gäster | Sändningsdatum    | Antal tittare | Antal tittare |
| Nr | Gäster | Sändningsdatum    | Sverige       | Norge         |
| -- | --- | ----------------- | ------------- | ------------- |
| 1  | Garri Kasparov, Magnus Carlsen, Alexander Rybak, Lena Endre, Liv Ullmann, Jo Nesbø, Geir Hilmar Haarde, Lars Winnerbäck      | 18 september 2009 | 1 425 000     | 1 046 000     |
| 2  | Jay-Z, Anna Anka, Henrik Schyffert, Melody Gardot                                                                            | 25 september 2009 | 1 605 000     | 1 046 000     |
| 3  | John Rendall, Björn Ranelid, Anne Holt, Jill Bolte Taylor, Mika                                                              | 2 oktober 2009    | 1 425 000     | 1 030 000     |
| 4  | Peter Englund, Anders Borg, Peter Jöback, Ian Halperin, Johan Norberg, Camilla Stoltenberg                                   | 9 oktober 2009    | 1 395 000     | 1 064 000     |
| 5  | Auma Obama, Sofie Gråbøl, Kjetil Østli, Kjell Bergqvist, Bo Kaspers Orkester                                                 | 16 oktober 2009   | 1 170 000     | 959 000       |
| 6  | Helena Bergström, Colin Nutley, Lisa Nilsson, Bjørn Eidsvåg, Jarle Andhøy, Jon Ronson                                        | 23 oktober 2009   | 1 295 000     | 1 045 000     |
| 7  | Prinsessan Märtha Louise, Elisabeth Samnøy, Malin Åkerman, Vince Vaughn, Robin Söderling, Anna Bågenholm, Mads Gilbert, Kent | 30 oktober 2009   | 1 440 000     | 1 167 000     |
| 8  | Erik Hamrén, Eva Joly, Bjarte Baasland, Hanna Hellquist, Peter Wahlbeck, Sissel Kyrkjebø, Odd Nordstoga                      | 6 november 2009   | 1 700 000     | 1 225 000     |
| 9  | Ari Behn, Carola Häggkvist, Henrik Larsson, Rosanne Cash, Hans Rosling                                                       | 13 november 2009  | 1 850 000     | 1 040 000     |
| 10 | Hans Alfredson, Tomas Alfredson, Kerry Max Cook, Toby Keith, Sissela Kyle, Kristopher Schau                                  | 20 november 2009  | 1 605 000     | 1 050 000     |
| 11 | Terry Jones, Margot Wallström, Mats Sundin, Fredrik Lindström, Anne B. Ragde, Unni Drougge, Joakim Thåström                  | 27 november 2009  | 1 565 000     | 788 000       |
| 12 | Shakira, Dolph Lundgren, Bård Eker, Maria Strømme                                                                            | 4 december 2009   | 1 840 000     | 996 000       |
| 13 | Nobelspecial: Will Smith, Jada Pinkett Smith, Robbie Williams, Esperanza Spalding                                            | 11 december 2009  | 1 570 000     | 1 158 000     |

| Totalt antal tv-tittare | Totalt antal tv-tittare |
| ----------------------- | ----------------------- |
| Sverige                 | 19 885 000              |
| Norge                   | 13 614 000              |
| Totalt                  | 33 499 000              |

| TV-tittare i snitt | TV-tittare i snitt |
| ------------------ | ------------------ |
| Sverige            | 1 529 616          |
| Norge              | 1 047 231          |
| Totalt             | 2 576 847          |

## Säsong 3 (2010)
Sändes under våren 2010. Till skillnad från de två tidigare säsongerna spelades denna säsong in i en studio i Oslo. Premiären ägde rum den 15 januari 2010 och säsongen avslutades den 16 april 2010.
| Nr | Gäster | Sändningsdatum   | Antal tittare | Antal tittare |
| Nr | Gäster | Sändningsdatum   | Sverige       | Norge         |
| -- | --- | ---------------- | ------------- | ------------- |
| 1  | Jens Lapidus, Carolina Gynning, Jonas Gahr Støre, Bob Corell, John Mayer                                     | 15 januari 2010  | 1 259 000     | 1 092 000     |
| 2  | Rihanna, Robert Gustafsson, Ebba Lindsö, Maria Lundqvist, Hege Schøyen                                       | 22 januari 2010  | 1 478 000     | 1 248 000     |
| 3  | Liza Marklund, Alain de Botton, Pernilla August, The Baseballs                                               | 29 januari 2010  | 1 266 000     | 979 000       |
| 4  | Efva Attling, Josef Fares, Jan Fares, Hank von Helvete, Christine Koht, Evan Ratliff, Donkeyboy, Linnea Dale | 5 februari 2010  | 1 403 000     | 1 013 000     |
| 5  | Norah Jones, Patrik Sjöberg, Didrik Solli-Tangen, Harald Eia, Paul Curran, Sissel Gran                       | 12 februari 2010 | 1 395 000     | 1 087 000     |
| 6  | Marit Bjørgen, Al Gore, Stellan Skarsgård, Kat Von D, Thorsten Flinck, Christer Sjögren                      | 5 mars 2010      | 1 533 000     | 1 274 000     |
| 7  | Andrea Bocelli, Izabella Scorupco, Marcus Samuelsson, Sig Hansen, Charlotte Kalla                            | 12 mars 2010     | 1 524 000     | 1 145 000     |
| 8  | Plura Jonsson, Gro Harlem Brundtland, Jens Tranum Kristensen, Peter Silverman, Eldkvarn                      | 19 mars 2010     | 1 322 000     | 989 000       |
| 9  | Anja Pärson, Aksel Lund Svindal, Noomi Rapace, Ola Rapace, Little Steven, Ola Salo, The Ark                  | 26 mars 2010     | 1 321 000     | 1 133 000     |
| 10 | Sarah Ferguson, Magnus Härenstam, Bård Tufte Johansen, Thomas Hylland Eriksen, Cheryl Cole                   | 9 april 2010     | 1 646 000     | 1 115 000     |
| 11 | John Cleese, Natasha Illum Berg, Arnfinn Haram, Birgitta Stenberg, Robyn                                     | 16 april 2010    | 1 731 000     | 1 027 000     |

| Totalt antal tv-tittare | Totalt antal tv-tittare |
| ----------------------- | ----------------------- |
| Sverige                 | 15 878 000              |
| Norge                   | 12 102 000              |
| Totalt                  | 27 980 000              |

| TV-tittare i snitt | TV-tittare i snitt |
| ------------------ | ------------------ |
| Sverige            | 1 443 455          |
| Norge              | 1 100 182          |
| Totalt             | 2 543 637          |

## Säsong 4 (2010)
Sändes under hösten 2010. I denna säsong spelades avsnitten åter in i en SVT-studio i Stockholm. Premiären ägde rum den 24 september 2010 och säsongens sista avsnittet sändes i Sverige den 17 december 2010 medan man i Norge sände det avsnittet 10 december samma år. Sammanlagt blev det 12 program. Ett så kallat best-of-avsnitt sändes i båda länderna den 31 december samma år, som var ett ihopklipp av säsongens intervjuer.
| Nr  | Gäster | Sändningsdatum                                      | Antal tittare | Antal tittare |
| Nr  | Gäster | Sändningsdatum                                      | Sverige       | Norge         |
| --- | --- | --------------------------------------------------- | ------------- | ------------- |
| 1   | Mona Sahlin, Erica Jong, Robert Aschberg, Anne Holt, Arne Treholt, Christel Alsos                                           | 24 september 2010                                   | 1 641 000     | 1 034 000     |
| 2   | Kikki Danielsson, Tuva Novotny, Bjørn Kjos, Clarence Crafoord, Wille Crafoord, Cédric Villani, Hindi Zahra                  | 1 oktober 2010                                      | 1 569 000     | 889 000       |
| 3   | Babben Larsson, Karl Ove Knausgård, Susanne Bier, Rune Wenneberg, Greg Mortenson, Stefan Sundström                          | 8 oktober 2010                                      | 1 345 000     | 800 000       |
| 4   | Robert Plant, Leif G.W. Persson, Tony Blair, Tina Nordström, Ahmed-Ahmed, Sven Nordin                                       | 15 oktober 2010                                     | 1 213 000     | 1 110 000     |
| 5   | Håkan Hellström, Jack Vreeswijk, Cajsa Stina Åkerström, Hank von Helvete, Anne-Kat. Hærland                                 | 22 oktober 2010                                     | 1 467 000     | 1 066 000     |
| 6   | Tom Jones, The Axis of Awesome, Josephine Bornebusch, Felix Herngren, Amelia Adamo, Kjetil Klungland                        | 29 oktober 2010                                     | 1 648 000     | 1 025 000     |
| 7   | John Nettles, Slash, Eva Dahlgren, Andy Brandy Casagrande IV, Carl I. Hagen                                                 | 5 november 2010                                     | 1 617 000     | 972 000       |
| 8   | Carola Häggkvist, Sissel Kyrkjebø, Cecilia Braekhus, Rubin Carter, Ola Rapace, Märta Tikkanen                               | 12 november 2010                                    | 1 741 000     | 1 066 000     |
| 9   | Holly Hunter, Lill-Babs, Petter, Jan Eliasson, Ida Maria, Eyvind Hellstrøm                                                  | 19 november 2010                                    | 1 592 000     | 1 110 000     |
| 10  | Robbie Williams, Take That, Nando Parrado, Barbara Ehrenreich, Lasse Åberg, Jon Skolmen                                     | 26 november 2010                                    | 1 907 000     | 1 095 000     |
| 11  | Henrik Schyffert, Fredrik Lindström, Herman Lindqvist, Molly Nutley, Linn Skåber, Raine Gustafsson, Marina and the Diamonds | 3 december 2010                                     | 1 785 000     | 992 000       |
| 12  | Mario Vargas Llosa, Liv Ullmann, Therese Alshammar, Sverker Sörlin, Josh Groban, Harlem Gospel Choir                        | 10 december 2010 (Norge) 17 december 2010 (Sverige) | 1 783 000     | 769 000       |
| N/A | Det mesta av det bästa ur årets Skavlan/Det meste av det beste fra årets Skavlan                                            | 31 december 2010                                    | 1 141 000     | 494 000       |

| Totalt antal tv-tittare | Totalt antal tv-tittare |
| ----------------------- | ----------------------- |
| Sverige                 | 20 449 000              |
| Norge                   | 12 442 000              |
| Totalt                  | 32 871 000              |

| TV-tittare i snitt | TV-tittare i snitt |
| ------------------ | ------------------ |
| Sverige            | 1 573 000          |
| Norge              | 957 077            |
| Totalt             | 2 530 077          |

## Säsong 5 (2011)
Sändes under våren 2011. Även i denna säsong spelas avsnitten in i en SVT-studio i Stockholm. Premiären äger rum den 14 januari 2011 och avslutas den 1 april samma år. Sammanlagt sändes det 12 program. Efteråt sändes även ett avsnitt med det bästa från säsongen.
| Nr  | Gäster                                                                                                  | Sändningsdatum                               | Antal tittare | Antal tittare |
| Nr  | Gäster                                                                                                  | Sändningsdatum                               | Sverige       | Norge         |
| --- | --- | -------------------------------------------- | ------------- | ------------- |
| 1   | Börje Ahlstedt, Eva Gabrielsson, September, Jens Stoltenberg                                            | 14 januari 2011                              | 1 503 000     | 1 011 000     |
| 2   | Duffy, Joachim Larsson, Hanne-Vibeke Holst, Alex Schulman, Bjørn Eidsvåg                                | 21 januari 2011                              | 1 514 000     | 1 054 000     |
| 3   | Philip Zimbardo, Tommy Körberg, Gudrun Schyman, Lene Grawford Nystrøm, Kurt Elling                      | 28 januari 2011                              | 1 550 000     | 984 000       |
| 4   | Janne Josefsson, Malena Ernman, Pär Johansson, Pernille Sørensen, Kaizers Orchestra                     | 4 februari 2011                              | 1 662 000     | 1 039 000     |
| 5   | Carola Häggkvist, Robin Gibb, Inga-Britt Ahlenius, Thomas Bodström, Bjørn Dæhlie                        | 11 februari 2011                             | 1 731 000     | 988 000       |
| 6   | Stella Mwangi, Sven-Bertil Taube, Bodil Malmsten, Andreas Kleerup, André Pops                           | 18 februari 2011                             | 1 549 000     | 1 082 000     |
| 7   | Bert Sundström, Irina Sundström, Ingemar Stenmark, Ari Behn, Per Heimly, Omer Bhatti, Genevieve Jackson | 25 februari 2011                             | 1 770 000     | 1 049 000     |
| 8   | Natascha Kampusch, Dave Grohl, Kenny Bräck, Ane Dahl Torp                                               | 4 mars 2011                                  | 1 617 000     | 1 191 000     |
| 9   | Petter Northug, Fredrik Reinfeldt, Erna Solberg, Sir Ken Robinson, Nina Persson                         | 11 mars 2011                                 | 1 708 000     | 1 108 000     |
| 10  | Jo Nesbø, Anne Sofie von Otter, Karen Armstrong, The Dudesons, Mari Boine                               | 18 mars 2011                                 | 1 319 000     | 810 000       |
| 11  | Bob Geldof, Ingvar Oldsberg, Maiko Nishino, Christina Vukicevic, Petar Vukicevic                        | 25 mars 2011                                 | 1 266 000     | 827 000       |
| 12  | Yusuf Islam - Cat Stevens, Lykke Li, Arja Saijonmaa, Morten Harket, David Garrett                       | 1 april 2011                                 | 1 612 000     | 837 000       |
| N/A | Det bästa ur vårens tolv program                                                                        | 8 april 2011 (Norge) 22 april 2011 (Sverige) | 1 082 000     | 591 812       |

| Totalt antal tv-tittare | Totalt antal tv-tittare |
| ----------------------- | ----------------------- |
| Sverige                 | 19 883 000              |
| Norge                   | 12 571 812              |
| Totalt                  | 32 454 812              |

| TV-tittare i snitt | TV-tittare i snitt |
| ------------------ | ------------------ |
| Sverige            | 1 529 462          |
| Norge              | 967 063            |
| Totalt             | 2 496 525          |

## Säsong 6 (2011)
Sändes under hösten 2011. Även i denna säsong spelas avsnitten in i en SVT-studio i Stockholm. Premiären ägde rum den 16 september 2011.
| Nr  | Gäster | Sändningsdatum    | Antal tittare | Antal tittare |
| Nr  | Gäster | Sändningsdatum    | Sverige       | Norge         |
| --- | --- | ----------------- | ------------- | ------------- |
| 1   | Geir Lippestad, Rolf Lassgård, Iben Hjejle, Ludvig Andersson, Benny Andersson, My Skarsgård                                   | 16 september 2011 | 1 826 000     | 856 000       |
| 2   | Kevin Costner, Jonathan Franzen, Annika Östberg, Else Kåss Furuseth                                                           | 23 september 2011 | 1 781 000     | 1 014 000     |
| 3   | Magnus Uggla, Maud Olofsson, Odd Nerdrum, Therese Johaug, Maria Mena                                                          | 30 september 2011 | 1 586 000     | 986 000       |
| 4   | Noomi Rapace, Carl Bildt, May-Britt Moser, Edvard Moser, Tony Bennett                                                         | 7 oktober 2011    | 1 677 000     | 917 000       |
| 5   | Percy Barnevik, Noel Gallagher, Irshad Manji, Magnus Carlsen                                                                  | 14 oktober 2011   | 1 158 000     | 891 000       |
| 6   | Erik Hamrén, Egil Drillo Olsen, Lena Philipsson, Robert Stoltenberg, Ann Heberlein, PJ Harvey                                 | 21 oktober 2011   | 1 686 000     | 1 005 000     |
| 7   | Jens Stoltenberg, Stina Lundberg Dabrowski, Suzann Pettersen, Anna Ternheim                                                   | 28 oktober 2011   | 638 000       | 1 036 000     |
| 8   | Peter Birro, Marcus Birro, Hans Rosling, David Guetta, Linnea Schibbye Steiner, Kristin Skogen Lund, Florence and the Machine | 4 november 2011   | 1 417 000     | 831 000       |
| 9   | Anna Mannheimer, Peter Apelgren, Tarjei Bö, Björn Ferry, Ryan Adams, Melissa Horn                                             | 11 november 2011  | 1 776 000     | 959 000       |
| 10  | Krister Henriksson, Siri Marie Seim Sönstelie, Erik Sönstelie, Riz Khan, Marit Larsen                                         | 18 november 2011  | 1 548 000     | 921 000       |
| 11  | Espen Eckbo, Björn Gustafsson, Anna Maria Corazza Bildt, Jan Carlzon, Michael Bublé                                           | 25 november 2011  | 1 818 000     | 952 000       |
| 12  | Linn Ullmann, Victor Muller, Håkan Juholt, Charlotte Perrelli, Ane Brun                                                       | 2 december 2011   | 1 879 000     | 862 000       |
| N/A | Skavlan julspecial/Det meste av det beste fra årets Skavlan                                                                   | 31 december 2011  | 884 000       |               |

| Totalt antal tv-tittare | Totalt antal tv-tittare |
| ----------------------- | ----------------------- |
| Sverige                 | 19 674 000              |
| Norge                   | 11 230 000              |
| Totalt                  | 30 904 000              |

| TV-tittare i snitt                | TV-tittare i snitt |
| --------------------------------- | ------------------ |
| Sverige                           | 1 513 385          |
| Norge (OBS! Snitt för 12 avsnitt) | 935 834            |
| Totalt                            | 2 449 219          |

## Säsong 7 (2012)
Sänds under vintern och våren 2012. Premiären ägde rum den 13 januari 2012.
| Nr  | Gäster | Sändningsdatum   | Antal tittare | Antal tittare |
| Nr  | Gäster | Sändningsdatum   | Sverige       | Norge         |
| --- | --- | ---------------- | ------------- | ------------- |
| 1   | Felicia Feldt, Horace Engdahl, Louise Hoffsten, Anton Corbijn, Bård Tufte Johansen, Harald Eia                       | 13 januari 2012  | 1 906 000     | 1 078 000     |
| 2   | Michael Nyqvist, Rebecca Jane, Mark Levengood, Knut Arild Hareide, Emeli Sandé                                       | 20 januari 2012  | 1 972 000     | 936 000       |
| 3   | Roberto Saviano, Björn Ranelid, Laleh, Thorsten Flinck, Birgit Lovise Skarstein                                      | 27 januari 2012  | 1 842 000     | 997 000       |
| 4   | Anders Lettström, Johanna Söderberg, Klara Söderberg, Michael Kiwanuka, Christian Ringnes, Tore Sagen, Steinar Sagen | 3 februari 2012  | 2 043 000     | 1 009 000     |
| 5   | Timbuktu, Jonas Gahr Støre, Mona Sahlin, John Gray                                                                   | 10 februari 2012 | 1 979 000     | 935 000       |
| 6   | Eva Joly, Babben Larsson, Pelle Sandstrak, Richard Wiseman, The Soundtrack of Our Lives                              | 17 februari 2012 | 2 089 000     | 893 000       |
| 7   | Claes Elfsberg, Alicia Vikander, Amelie von Zweigbergk, Irene Wennemo, Tooji Keshtkar, Tone Damli                    | 24 februari 2012 | 1 702 000     | 899 000       |
| 8   | Daniel Ek, Ben Kingsley, Lone Frank, Mia Gundersen, Donkeyboy.                                                       | 2 mars 2012      | 1 597 000     | 864 000       |
| 9   | Lionel Richie, Jill Johnson, Per Morberg, Kristin Halvorsen, Lasse Kjus, Kjetil André Aamodt                         | 9 mars 2012      | 1 629 000     | 940 000       |
| 10  | Steven Pinker, Katarina Hultling, Maria Montazami, Caitlin Moran, Are Kalvø, Frida Hyvönen                           | 16 mars 2012     | 1 731 000     | 866 000       |
| 11  | Anja Pärson, Inger Nilsson, Kate McCann, Gerry McCann, Per-Kristian Foss                                             | 23 mars 2012     | 1 910 000     | 935 000       |
| N/A | Det bästa från våren                                                                                                 | 17 augusti 2012  |               |               |
| 12  | Special: Skavlan möter Justin Bieber i Oslo                                                                          | 25 augusti 2012  |               |               |

| Totalt antal tv-tittare | Totalt antal tv-tittare |
| ----------------------- | ----------------------- |
| Sverige                 | 20 400 000              |
| Norge                   | 10 352 000              |
| Totalt                  | 30 752 000              |

| TV-tittare i snitt | TV-tittare i snitt |
| ------------------ | ------------------ |
| Sverige            | 1 854 546          |
| Norge              | 941 091            |
| Totalt             | 2 795 637          |

## Säsong 8 (2012)
Sänds under hösten och vintern 2012. Premiären äger rum den 7 september 2012.
| Nr  | Gäster | Sändningsdatum    | Antal tittare | Antal tittare |
| Nr  | Gäster | Sändningsdatum    | Sverige       | Norge         |
| --- | --- | ----------------- | ------------- | ------------- |
| 1   | Björn Ulvaeus, Ulrika Jonsson, Vilde Frang, Richard Dawkins, Brandon Flowers, The Killers                                           | 7 september 2012  | 1 580 000     | 704 000       |
| 2   | Anton Hysén, Glenn Hysén, Øystein Stray Spetalen, Margot Wallström, E.L. James, Muse                                                | 14 september 2012 | 1 750 000     | 738 000       |
| 3   | Joakim Palme, Mårten Palme, Mattias Palme, Thomas Seltzer, Lena Olin, Jennifer Thompson-Cannino, Ronald Cotton, Mohammed Abdellaoue | 21 september 2012 | 1 820 000     | 751 000       |
| 4   | Cecilia Brækhus, Bjarne Melgaard, Eddie Izzard, Alicia Keys, John Guidetti                                                          | 28 september 2012 | 1 710 000     | 848 000       |
| 5   | Espen Barth Eide, Birgitte Hjort Sørensen, Fredrik Eklund, Robert Dam, Susanne Sundfør                                              | 5 oktober 2012    | 1 750 000     | 864 000       |
| 6   | Anne Holt, Alexander Rybak, Ulf Lundell, Camilla Henemark                                                                           | 12 oktober 2012   | 1 330 000     | 728 000       |
| 7   | Liv Signe Navarsete, Leif G.W. Persson, Malin Persson Giolito, Lise Fjeldstad, Yohio, Mando Diao                                    | 19 oktober 2012   | 1 875 000     | 924 000       |
| 8   | Wenche Myhre, Amanda Jenssen, Ola Rapace, John Irving, Kerry Kennedy, Christopher McDougall                                         | 26 oktober 2012   | 1 840 000     | 826 000       |
| 9   | Karl Ove Knausgård, Robbie Williams, Dawn French, Jon Bon Jovi, Martin Kellerman                                                    | 2 november 2012   | 1 730 000     | 976 000       |
| 10  | Fredrik Ljungberg, Erik Solheim, Elizabeth McGovern, Taylor Swift, Katie Piper                                                      | 9 november 2012   | 1 810 000     | 960 000       |
| 11  | Gina Dirawi, Vigdis Hjort, Ruby Wax, Jeffrey Gedmin, Chris Horrie                                                                   | 16 november 2012  | 1 775 000     | 820 000       |
| 12  | Thorvald Stoltenberg, Masha Gessen, Swedish House Mafia, Bruno Mars                                                                 | 23 november 2012  | 1 870 000     | 933 000       |
| N/A | Skavlan julspecial |                   |               |               |

| Totalt antal tv-tittare | Totalt antal tv-tittare |
| ----------------------- | ----------------------- |
| Sverige                 | 20 840 000              |
| Norge                   | 10 072 000              |
| Totalt                  | 30 912 000              |

| TV-tittare i snitt | TV-tittare i snitt |
| ------------------ | ------------------ |
| Sverige            | 1 736 667          |
| Norge              | 839 334            |
| Totalt             | 2 576 001          |

## Säsong 9 (2013)
| Nr              | Gäster | Sändningsdatum   | Antal tittare | Antal tittare |
| Nr              | Gäster | Sändningsdatum   | Sverige       | Norge         |
| --------------- | --- | ---------------- | ------------- | ------------- |
| 1               | Ewa Fröling, Stefan Löfven, Birgit Lovise Skarstein, Petter Stordalen, Vamp och Adolf Fredriks gosskör                        | 18 januari 2013  |               |               |
| 2               | Lena Endre, Jörn Donner, Ann Kjos, Bjorn Kjos, Miguel, Steven Van Zandt                                                       | 25 januari 2013  |               |               |
| 3               | Jon Michelet, Judit Polgár, Alexander Stubb, Anna Wahlgren, Imagine Dragons                                                   | 1 februari 2013  |               |               |
| 4               | Paul Auster, Siri Hustvedt, Daniel Adams-Ray, John McEnroe, Petra Mede, Petter, Ulf Ellervik, Kåre Willoch                    | 8 februari 2013  |               |               |
| 5               | Wyclef Jean, Peggy Steffans, Hadia Tajik, The Jackson 5                                                                       | 15 februari 2013 |               |               |
| 6               | Louis Ferrante, Plura Jonsson, Herborg Kråkevik, Lotta Schelin, Mauro Scocco, Stein Winge                                     | 22 februari 2013 |               |               |
| 7               | Britt Ekland, Ian McEwan, Daniel Kahneman, Dido                                                                               | 1 mars 2013      |               |               |
| 8 (avsnitt 100) | Ivar Bjornson, Johan Olsson, Nyamko Sabuni, Ed Stafford                                                                       | 8 mars 2013      |               |               |
| 9               | Agnetha Fältskog, Sidse Babett Knudsen, Loreen, Dag Solstad, Mats Wilander, Andreas Kleerup                                   | 15 mars 2013     |               |               |
| 10              | Michael Palin, Anders Borg, Gro Hammerseng-Edin, Mia Skäringer, The Lumineers                                                 | 22 mars 2013     |               |               |
| 11              | Nikolaj Coster-Waldau, Vladislav Savic, Alex Schulman, Amanda Schulman, Susanne Sundfør, Tiril Sjåstad Christiansen, Röyksopp | 5 april 2013     |               |               |
| 12              | Håkan Hellström, Jamie Oliver, Maria Mena, Damien Wayne Echols, Lorri Davis                                                   | 12 april 2013    |               |               |
| N/A             | Det bästa från våren 2013 | 16 augusti 2013  |               |               |

## Säsong 10 (2013)
| Nr  | Gäster | Sändningsdatum    | Antal tittare | Antal tittare |
| Nr  | Gäster | Sändningsdatum    | Sverige       | Norge         |
| --- | --- | ----------------- | ------------- | ------------- |
| 1   | Peter Aalbæk Jensen, Claes Malmberg, Mats Melin, Laleh, Erna Solberg                                                               | 13 september 2013 |               |               |
| 2   | Jeanette Bonnier, Sting, Eunsun Kim, Ylvis                                                                                         | 20 september 2013 |               |               |
| 3   | Jessica Andersson, Jonas Gardell, Arve Tellefsen, Samar Yazbek, Thomas Dybdahl                                                     | 27 september 2013 |               |               |
| 4   | Mira Barkhammar, Mira Grosin, Peter Jöback, Hans Olav Lahlum, Liv LeMoyne, Veronica Maggio                                         | 4 oktober 2013    |               |               |
| 5   | Henrik Dorsin, Frank Abagnale, Gro Amdam, Arild Opheim, Elin Ruhlin Gjuvsland                                                      | 11 oktober 2013   |               |               |
| 6   | Juliette Binoche, Alba August, Ellie Goulding, Happy Jankell, Özz Nûjen, Valter Skarsgård, Jens Stoltenberg                        | 18 oktober 2013   |               |               |
| 7   | Bianca Jagger, John Mayer, Elisabeth Nordeng, Knut Nærum, Prinsessan Märtha Louise av Norge, Malala Yousafzai, Yousafazai Ziauddin | 25 oktober 2013   |               |               |
| 8   | Bjørn Eidsvåg, Carolina Klüft, Elise Lindqvist, Kurt Nilsen, Johan Rabaeus                                                         | 1 november 2013   |               |               |
| 9   | Sven-Göran Eriksson, Caroline Hjelt, Aino Jawo, Gunhild Anker Stordalen, Jimmy Wales                                               | 8 november 2013   |               |               |
| 10  | Kristian Luuk, Martin Luuk, Jake Bugg, Janine di Giovanni, Jan Guillou, Anne Holt, Per Sandberg                                    | 15 november 2013  |               |               |
| 11  | Örjan Ramberg, Marie Fredriksson, Erlend Johannessen, Linnea Schibbye, Martin Schibbye, Dweezil Zappa                              | 22 november 2013  |               |               |
| 12  | Jim Carter, David Eberhardt, Felix Herngren, Robert Gustafsson, Herbjørg Wassmo, Ane Brun                                          | 29 november 2013  |               |               |
| N/A | Julspecial | 31 december 2013  |               |               |

## Säsong 11 (2014)
| Nr  | Gäster                                                                                            | Sändningsdatum   | Antal tittare | Antal tittare |
| Nr  | Gäster                                                                                            | Sändningsdatum   | Sverige       | Norge         |
| --- | ------------------------------------------------------------------------------------------------- | ---------------- | ------------- | ------------- |
| 1   | Gro Harlem Brundtland, Knut Brundtland, Kristina Lugn, Greg Poehler, Olle Jönsson, Lasse Stefanz  | 10 januari 2014  |               |               |
| 2   | Nikolaj Lie Kaas, Malcolm Gladwell, Åsa Waldau, David Hasselhoff, Weeping Willows                 | 17 januari 2014  |               |               |
| 3   | Bill Gates, Magnus Carlsen, Debbie Harry, Philomena Lee, Chris Stein                              | 24 januari 2014  |               |               |
| 4   | Kenneth Branagh, Gordon Ramsay, Ester Roxberg, Åke Roxberg, David Walliams, Morten Harket         | 31 januari 2014  |               |               |
| 5   | Joel Kinnaman, Hans Rosling, Linn Skåber, Alexandra och Mia (tvillingsystrar), Nonono             | 7 februari 2014  |               |               |
| 6   | Dr. Alban, Maud Olofsson, Elizabeth Gilbert, Bård Tufte Johansen, Neneh Cherry                    | 14 februari 2014 |               |               |
| 7   | Frida Wallberg, Siv Jensen, Jared Leto, Lorde                                                     | 21 februari 2014 |               |               |
| 8   | James Blunt, Peter Carnello och Mona Carnello med familj, Jackie Ferm, Leif Ove Andsnes           | 28 februari 2014 |               |               |
| 9   | Anders Aukland, Ingvar Carlsson, Michael Mosley, Clare Bailey, Piper Kerman, Sivert Høyem         | 7 mars 2014      |               |               |
| 10  | Pehr G. Gyllenhammar, Carina Berg, Christine Meltzer, Hans-Wilhelm Steinfeld, Clint Hil, Lykke Li | 14 mars 2014     |               |               |
| 11  | Tony Flygare, Jo Nesbø, Helena Bergström, Pattie Boyd, Mando Diao                                 | 21 mars 2014     |               |               |
| 12  | Kylie Minogue, Jonas Trolle, Sigrid Ekran, Ray Winston, John Newman                               | 28 mars 2014     |               |               |
| N/A | Det bästa ur säsongens Skavlan                                                                    | 18 april 2014    |               |               |

## Säsong 12 (2014)
| Nr  | Gäster | Sändningsdatum    | Antal tittare | Antal tittare |
| Nr  | Gäster | Sändningsdatum    | Sverige       | Norge         |
| --- | --- | ----------------- | ------------- | ------------- |
| 1   | Ylvis, Alexander Gustafsson, Bathina Philipson, Ingrid Bölse Berdal, Stefan Einhorn                                                                        | 19 september 2014 |               |               |
| 2   | Desmond Tutu och Mpho Tutu, Elvis Costello, Anni-Frid Lyngstad                                                                                             | 26 september 2014 |               |               |
| 3   | Carl Bildt, Jeff Kinney, Dogge Doggelito, Meraf Bahta, Pia Tjelta, Sofia Karlsson                                                                          | 3 oktober 2014    |               |               |
| 4   | Frederick Forsyth, Stephen Merchant, Susan Greenfield, Nancy Writebol och David Writebol, Vance Joy                                                        | 10 oktober 2014   |               |               |
| 5   | First Aid Kit, Magdalena Andersson, James Fallon, Are Kalvö, Angélique Kidjo                                                                               | 17 oktober 2014   |               |               |
| 6   | Roy Andersson, Pamela Anderson, Denis Mukwege, Gerd Kristiansen, Miriam Bryant                                                                             | 24 oktober 2014   |               |               |
| 7   | Chrissie Hynde, John Legend, Cecilia Samartin, Walter Mischel                                                                                              | 31 oktober 2014   |               |               |
| 8   | Uma Thurman, Margot Wallström, Slash, Svante Pääbo | 7 november 2014   |               |               |
| 9   | Sia, Lena Dunham, James May, David Dencik, Emmanuel Jal | 14 november 2014  |               |               |
| 10  | Annie Lennox, Ken Follett, Jackson Browne, Ayla Ågren | 21 november 2014  |               |               |
| 11  | Felix "Pewdiepie" Kjellberg, Boris Becker, Caitlin Moran, Bryan Ferry                                                                                      | 28 november 2014  |               |               |
| 12  | Stefan Löfven, John Cleese, Aksel Lund Svindal, Setsuko Thurlow (Hiroshimaöverlevare), May-Britt Moser och Edvard Moser, Helen Sjöholm och Weeping Willows | 5 december 2014   |               |               |
| N/A | Nyårsspecial | 31 december 2014  |               |               |

## Säsong 13 (2015)
Säsong 13, 12 avsnitt, sändes på SVT1 / SVTPlay mellan 9 januari och 26 april.
| Nr | Gäster | Sändningsdatum   | Antal tittare | Antal tittare |
| Nr | Gäster | Sändningsdatum   | Sverige       | Norge         |
| -- | --- | ---------------- | ------------- | ------------- |
| 1  | Erna Solberg, Ruben Östlund, Bill Pullman, Mapei | 9 januari 2015   |               |               |
| 2  | Anna Kinberg Batra, Thomas Wassberg, Max Tegmark, Cecilie Skog och Truls Svendsen, Kygo                                                                      | 16 januari 2015  |               |               |
| 3  | Filip Hammar och Fredrik Wikingsson, Sarah Sjöström, Kristofer Hivju, Thorvald Stoltenberg och Anja Breien, Ebba Forsberg och Plura Jonsson och Mikael Wiehe | 23 januari 2015  |               |               |
| 4  | Noomi Rapace, Mikaela Laurén, Svend Brinkmann, Petter Solberg och Oliver Solberg                                                                             | 30 januari 2015  |               |               |
| 5  | Morgan Alling, Kari Hilde French, Hilary Mantel, Marcus Ericsson och Joakim Thåström                                                                         | 6 februari 2015  |               |               |
| 6  | Benny Andersson, Alice Bah Kuhnke, tyska forskaren Guilia Enders, Geir Lundestad, The Hives med Blood Red Moon                                               | 13 februari 2015 |               |               |
| 7  | Lena Olin, Sofie Gråbøl, Jesper Parnevik, dansaren Osiel Gouneo, Susanne Sundførs                                                                            | 20 februari 2015 |               |               |
| 8  | Ricky Gervais, Geri Halliwell ("Ginger Spice"), journalisterna Magnus Falkehed och Niclas Hammarström, Kanye West med låten Only one                         | 27 februari 2015 |               |               |
| 9  | Marit Bjørgen, Johan Olsson, Jens Stoltenberg, Tove Lo, afghanska Azita Rafaat                                                                               | 6 mars 2015      |               |               |
| 10 | Ekonomen Thomas Piketty, artisterna Sanna Nielsen och Darin, Norwegians chef Bjørn Kjos                                                                      | 13 mars 2015     |               |               |
| 11 | Anders Borg, Peter "Foppa" Forsberg, Therese Johaug, matematikern Dr Hannah Fry, artisterna Lisa Nilsson och Jocke Berg                                      | 20 mars 2015     |               |               |
| 12 | Jimmie Åkesson, gitarristen Mark Knopfler, skådespelarna Phyllis Logan och Lesley Nicol, Gunhild Stordalen, forskaren Tristram Stuart                        | 27 mars 2015     |               |               |
| 13 | Den bästa musiken 2009-2015 | 5 juni 2015      |               |               |

## Säsong 14 (2015)
Säsong 14, 13 + 1 avsnitt, sändes på SVT1 / SVTPlay mellan 18 september och 10 januari.
| Nr | Gäster | Sändningsdatum    | Antal tittare | Antal tittare |
| Nr | Gäster | Sändningsdatum    | Sverige       | Norge         |
| -- | --- | ----------------- | ------------- | ------------- |
| 1  | Fd. generalsekreterare Kofi Annan, skådespelaren Sofia Helin, sir Bob Geldof, gisslan i Norrmalmstorgsdramat Kristin Enmark. På scenen Bo Kaspers Orkester och norska Christel Alsos | 18 september 2015 |               |               |
| 2  | Fotbollstränare Åge Hareide, författaren David Lagercrantz, rektor Lina Axelsson Kihlblom, psykolog Daniel Goleman, Petra Marklund framför sin Som du bäddar                         | 25 september 2015 |               |               |
| 3  | Skådespelaren Tomas von Brömssen, författaren och teologie doktorn Ann Heberlein, snowboardåkaren Silje Norendal, finansmannen Stein Erik Hagen. Artisten Miguel framför låten Waves | 2 oktober 2015    |               |               |
| 4  | Leif G.W. Persson, litteraturprofessorn Ebba Witt-Brattström, industrimannen och statsministermaken Sindre Finnes, föredragshållaren Monika Körra. Elias på scenen med gospelkör     | 9 oktober 2015    |               |               |
| 5  | Skådespelaren och manusförfattaren Felix Herngren, hotellkungen Petter Stordalen, författaren Marian Keyes, skådespelaren Agnes Kittelsen och Lars Winnerbäck                        | 16 oktober 2015   |               |               |
| 6  | Helena Bergström och Robert Gustafsson, författaren Jonathan Franzen, eritreansk-norske brottaren Grace Bullen. På scenen Bryan Adams med låten Brand New Day                        | 23 oktober 2015   |               |               |
| 7  | Journalisten Pia Lindström (Ingrid Bergmans äldsta dotter), datasäkerhetsforskaren Runa Sandvik, bilsportsordförande (FIA) Max Mosley, Rod Stewart, som även framför Love is         | 30 oktober 2015   |               |               |
| 8  | Skådespelaren Goldie Hawn, jockeyn William Buick, författaren Jeffrey Archer, modellen Victoria Silvstedt                                                                            | 6 november 2015   |               |               |
| 9  | Författarna Jörn Donner och Val McDermid, bröderna Mukunda Angulo och Eddie Reisenbichler, artisten Maria Mena även på scenen                                                        | 13 november 2015  |               |               |
| 10 | Konstnären och författaren Lars Lerin, skribenten Naomi Klein, skådespelarna Elli Avram och Atle Antonsen. På scenen Anna Ternheim                                                   | 20 november 2015  |               |               |
| 11 | Författaren Karl Ove Knausgård, häcklöparen Susanna Kallur, Seinabo Sey, som även framför Poetic                                                                                     | 27 november 2015  |               |               |
| 12 | Skådespelaren Rolf Lassgård, författaren Linn Ullmann, evolutionsbiologen Richard Dawkins, Katharina Andresen, arvtagare till familjeföretaget Ferd, Donkeyboy framför låten Lost    | 4 december 2015   |               |               |
| 13 | Prinsessan Madeleine och hennes make Christopher O'Neill, kocken Jamie Oliver, Adele, i intervju och på scen med Hello                                                               | 11 december 2015  |               |               |
| 14 | Nyårsspecial, klipp och minnen från säsongen. | 31 december 2015  |               |               |

## Säsong 15 (2016)
| Nr | Gäster | Sändningsdatum   | Antal tittare | Antal tittare |
| Nr | Gäster | Sändningsdatum   | Sverige       | Norge         |
| -- | --- | ---------------- | ------------- | ------------- |
| 1  | Björn Ulvaeus, Norges invandrings- och integrationsminister Sylvi Listhaug (FrP), Marit Strømøy som den 18 december 2015 blev den första kvinnan i världen att vinna ett Formel 1-race samt Joel Alme | 8 januari 2016   |               |               |
| 2  | Anders Jansson, Maria Strømme, Kari Roswall, som i boken ”Barnet från ingenstans" berättar om barnen som avlades in i Hitlers rasprogram Lebensborn, John Arne Riise, samt skådespelaren Jon Øigarden | 15 januari 2016  |               |               |
| 3  | Gunde Svan, Lill Lindfors | 22 januari 2016  |               |               |
| 4  | Michael Nyqvist, journalisten och äventyraren Petter Lindén Nyquist, som bland annat levt på gatan i Oslo i 52 dygn och sedan gjort en dokumentär om detta, Bill Bryson samt Rachel Platten           | 29 januari 2016  |               |               |
| 5  | Anna Mannheimer, Agnes Wold, Kristofer Hivju, Jakob Oftebro och Brett Anderson | 5 februari 2016  |               |               |
| 6  | Edward Blom, Liv Ullmann, Alan Carr och Låpsley | 12 februari 2016 |               |               |
| 7  | Martina Haag, Mark Levengood, Andreas Wahl, Jon Ronson och Aurora | 19 februari 2016 |               |               |
| 8  | Ebbot Lundberg, Susanne Bier, Peter Wohlleben och Ida Maria | 26 februari 2016 |               |               |
| 9  | Robert Aschberg, Dagny "Bojan" Carlsson, Jarle Andhøy och Rebecca & Fiona | 4 mars 2016      |               |               |
| 10 | Henrik Kristoffersen, Magdalena Ribbing, Marina Litvinenko och Lang Lang | 11 mars 2016     |               |               |
| 11 | John McEnroe, Charlotte Kalla, Jean-Michel Jarre, Åsne Seierstad och Frans Jeppsson Wall | 18 mars 2016     |               |               |

## Säsong 16 (2016)
Säsong 16, 13 avsnitt, sändes på SVT1 / SVTPlay mellan 9 september och 31 december 
| Nr | Gäster | Sändningsdatum    |
| -- | --- | ----------------- |
| 1  | Skådespelaren Mikael Persbrandt med regissören Stefan Larsson, norske komikern Espen Eckbo, före detta danske statsministern Helle Thorning-Schmidt, intervju med Håkan Hellström som även uppträder med I sprickorna kommer ljuset | 9 september 2016  |
| 2  | Laleh som även framför låten Aldrig bli som förr, hertiginnan av York, Sarah Ferguson, norska skådespelarna Josefine Frida Pettersen och Tarjei Sandvik Moe, skådespelaren Aksel Hennie                                             | 16 september 2016 |
| 3  | Rockartisten Bruce Springsteen, skådespelaren Ethan Hawke, kvinnan bakom The Huffington Post, Arianna Huffington, utrikesminister Margot Wallström                                                                                  | 23 september 2016 |
| 4  | Musikern Paul Simon, skådespelaren Mercedes Mason, hjärnforskaren Helen Fisher | 30 september 2016 |
| 5  | Miljardärhustrun Melinda Gates, trummisen Lars Ulrich från Metallica, Hollywood-frun Maria Montazami, magikern David Blaine, som också uppträder med trolleri                                                                       | 7 oktober 2016    |
| 6  | Supermodellen Tyra Banks och hennes man, norska fotografen Erik Asla, författaren Salman Rushdie, mäklaren Fredrik Eklund, fotbollsmålvakten Hope Solo                                                                              | 14 oktober 2016   |
| 7  | Artisten Christer Sjögren, italienska journalisten Loretta Napoleoni, kostläkaren Michael Mosley, terapeuten Margit Slagsvold och hennes man, arbeiderpartiets ledare Jonas Gahr Støre, Miss Li med låten Bonfire                   | 21 oktober 2016   |
| 8  | Artisten Carola Häggkvist, komikern Henrik Dorsin, skådespelaren Jesper Christensen, den i åtta år kidnappade Natascha Kampusch | 28 oktober 2016   |
| 9  | Artisten Jason "Timbuktu" Diakité, norska tvillingartisterna Marcus & Martinus, danska skådespelaren Sidse Babett Knudsen, simmaren Therese Alshammar                                                                               | 4 november 2016   |
| 10 | Amerikanske artisten Bruno Mars, som framför sin låt 24K Magic, skådespelaren Tuva Novotny, lord Julian Fellowes, isländska poeten Birgitta Jonsdóttir                                                                              | 11 november 2016  |
| 11 | Kinnevik-arvtagaren Cristina Stenbeck, skådespelaren Johan Rheborg, doftkonstnären Sissel Tolaas, Xiuhtezcatl Martinez, pristagare av Children´s Climate Prize, Tensta Gospel Choir avslutar kvällen med låten Nobody can do me     | 18 november 2016  |
| 12 | Förre statsministern Fredrik Reinfeldt, skådespelaren Alicia Vikander, sångerskan Sabina Ddumba, norske programledaren Jon Almaas                                                                                                   | 2 december 2016   |
| 13 | Nyårsspecial med Skavlan-quiz. Lag Sverige: David Batra och Hanna Hellquist, Norge: Josefine Frida Pettersen och Harald Eia | 31 december 2016  |

## Säsong 17 (2017)
Säsong 17, 13 avsnitt, sändes på SVT1 / SVTPlay mellan 13 januari och 7 april 
| Nr | Gäster | Sändningsdatum   |
| -- | --- | ---------------- |
| 1  | Sven-Bertil Taube, backhopparen Daniel-André Tande, författaren Monica Isakstuen, bunkerläkarens offer, Isabel Eriksson | 13 januari 2017  |
| 2  | Pingisspelaren J-O Waldner, norska ”jägartvillingarna” Johanne och Kristine Thybo Hansen, norske skådespelaren Sven Nordin, Gardenia från De vita hjälmarna. Artisten från tv-serien Skam, Nils Bech, framför låten A Sudden Sickness | 20 januari 2017  |
| 3  | Författaren Björn Ranelid, överlevaren Hédi Fried, skådespelaren Michelle Dockery, norska komikern Bjarte Tjøstheim. För musiken står engelska trion The xx med låten Say Something Loving                                            | 27 januari 2017  |
| 4  | Komikern Henrik Schyffert, akademisekreterare Sara Danius, förbundskapten Lars Lagerbäck, läkaren och forskaren Anita Kåss. På scenen Karpe Diem som framför Lett å vaere rebell i kjellerleiligheten din                             | 3 februari 2017  |
| 5  | Tomas Ledin med gitarren, skådespelaren Gustaf Skarsgård, norska prinsessan Märtha Louise, konstnären Marina Abramović | 10 februari 2017 |
| 6  | Zara Larsson i en intervju och framför singeln So Good, fotbollsspelaren Kim Källström, norske äventyraren Lars Monsen, läkaren Yael Adler                                                                                            | 17 februari 2017 |
| 7  | Deckarförfattaren Camilla Läckberg, komikern Nour El Refai, sjökaptenen Peter Hammarstedt, Per Fugelli, läkaren som drabbats av svår cancer                                                                                           | 24 februari 2017 |
| 8  | Björn Skifs, komikern och skådespelaren Linn Skåber, danske deckarkungen Jussi Adler-Olsen, Carina Gielsvik, som efter en bilolycka inte längre kunde minnas de senaste nio åren. På scenen står Thomas Dybdahl och hans band         | 3 mars 2017      |
| 9  | Sebastian Marroquín (son till knarkkungen Pablo Escobar), artisten Owe Thörnqvist, konstnären Ernst Billgren. På scen står norska Astrid S och framför Breathe                                                                        | 10 mars 2017     |
| 10 | Per Gessle, deckarförfattaren Jo Nesbø, SEB:s vd Annika Falkengren, Pulitzerprisvinnaren Susan Faludi. På scenen Per Gessle och Lars Winnerbäck med låten Småstadsprat                                                                | 17 mars 2017     |
| 11 | Världsstjärnan Emma Thompson, komikern Jesper Rönndahl, norska fotbollsmålvakten Erik Thorstvedt, programledarduon Sofia Helin och Anne Lundberg                                                                                      | 24 mars 2017     |
| 12 | Modellen Pamela Anderson, komikern Ricky Gervais, författaren Yuval Noah Harari, bandet Depeche Mode som både intervjuas och uppträder                                                                                                | 31 mars 2017     |
| 13 | Barbro "Lill-Babs" Svensson, psykologiforskaren Michal Kosinski, skådespelaren Anders Baasmo Christiansen, artisten Noah Cyrus, innovationsforskaren Samuel West                                                                      | 7 april 2017     |

## Säsong 18 (2017)
Säsong 18, 12 avsnitt
| Nr | Gäster | Sändningsdatum    |
| -- | --- | ----------------- |
| 1  | Boxarna Mikaela Laurén och Cecilia Brækhus, skådespelaren Marie Göranzon, nordkoreanska flyktingen Eunsun Kim, Foo Fighters: Dave Grohl och Taylor Hawkins, intervjuas | 15 september 2017 |
| 2  | Erna Solberg, Kim Cattrall, historikern Timothy Snyder, Pink Floyd-legenden Roger Waters, på scenen stod Queens of the Stone Age                                       | 22 september 2017 |
| 3  | Skådespelarna Peter Stormare och Patrick Schwarzenegger, komikern Chris Rock, psykologen och parterapeuten Esther Perel. Musikgäst var Norah Jones                     | 29 september 2017 |
| 4  | Skådespelaren Iman Meskini, regissören Josef Fares, brottaren Jon Rønningen, fotograf David Yarrow, på scen stod Sigrid Raabe                                          | 6 oktober 2017    |
| 5  | Krigskorrespondenten Åsne Seierstad, Game Of Thrones-skådespelaren Nikolaj Coster-Waldau, musikern och författaren Patti Smith, komikern Seth Meyers                   | 13 oktober 2017   |
| 6  | Anna Kinberg Batra och hennes man, komikern David Batra, tennisspelaren Mats Wilander, supermodellen Vendela Kirsebom, på scen stod gossopranen Aksel Rykkvin          | 20 oktober 2017   |
| 7  | Författaren David Lagercrantz, ledaren för norska Nobelkommittén Berit Reiss-Andersen, artisten Benny Andersson, aktivisten Josephat Torners                           | 27 oktober 2017   |
| 8  | NHL-spelarna Henrik Lundqvist och Mats Zuccarello Aasen, Jessica Meir, Putin-experten Masha Gessen, författaren Lee Child                                              | 3 november 2017   |
| 9  | Skådespelaren Vanessa Redgrave, artisten Kygo och hans manager Myles Shear, sångerskan Kelly Clarkson, komikern Kathy Griffin                                          | 10 november 2017  |
| 10 | Förbundskapten Janne Andersson, Gunde och Ferry Svan, författaren Malin Persson Giolito, skådespelaren Natassia Malthe och hennes advokat Gloria Allred                | 17 november 2017  |
| 11 | Felix Herngren, Gro Harlem Brundtland, Iron Maidens Bruce Dickinson, journalisten Luke Harding                                                                         | 24 november 2017  |
| 12 | Måns Zelmerlöw, violinisten och modellen Charlie Siem, prinsessan Olga Romanoff, psykolog Adam Alter, på scen stod Julia Michaels                                      | 1 december 2017   |

## Säsong 19 (2018)
Säsong 19, 11 avsnitt
| Nr | Gäster | Sändningsdatum   |
| -- | --- | ---------------- |
| 1  | Konstnären Lars Lerin, systrarna Söderberg i First Aid Kit, artisten Tshawe Baqwa och den tyske komikern Jan Böhmermann | 12 januari 2018  |
| 2  | Skådespelaren Kristofer Hivju, Kalle Moraeus, krigsjournalisten Magda Gad och Andrew Cotton, surfaren som bröt ryggen | 19 januari 2018  |
| 3  | Skådespelaren Joel Kinnaman, simstjärnan Sarah Sjöström, biologen Sacha Dench, talkshow-värdarna Thomas Numme och Harald Rønneberg, artisten Jacob Banks                                                                             | 26 januari 2018  |
| 4  | Regissörerna Ruben Östlund och Lisa Langseth, skådespelaren Alicia Vikander, kocken René Redzepi, sångerskan Ingebjørg Bratland, Bo Kaspers Orkester                                                                                 | 2 februari 2018  |
| 5  | Tove Lo - även på scenen, Anna Hage, "vardagshjälte" vid Palmemordet, hotellmagnaten Petter Stordalen, bröderna Vegard och Bård Ylvisåker                                                                                            | 9 februari 2018  |
| 6  | Matt LeBlanc (Joey Tribbiani), författaren Jojo Moyes, korrespondenten Christiane Amanpour, #metoo-vittnet Shiori Ito. Artist Rag'n'Bone Man                                                                                         | 16 februari 2018 |
| 7  | Programledaren Fredrik Lindström, författaren Ari Behn, skådespelaren Lene Cecilia Sparrok, dokumentärfilmaren Sofia Haugan. För musiken stod Halie                                                                                  | 23 februari 2018 |
| 8  | Fares Fares, Filip Hammar, folkmusikern Joan Baez, komikern Pernille Sørensen | 2 mars 2018      |
| 9  | Janne Josefsson, fotomodellen Isabella Rossellini, långvandraren Erling Kagge, mamman Linn Wågberg, vars son återhämtat sig efter att ha hamnat i en fjällsjö på konfirmationslägret                                                 | 9 mars 2018      |
| 10 | Melodifestivalsvinnarna Alexander Rybak och Benjamin Ingrosso, skådespelerskan Mia Skäringer, tobaksprinsen Johan H. Andresen, hatbrottsdömda Angela King, provokatören Father John Misty (Josh Tillman), som även intog scenen      | 16 mars 2018     |
| 11 | Finansmannen Peter Poker Wallenberg Jr, skådespelaren Noomi Rapace, hjärnforskaren Sophie Scott, konstnären Odd Nerdrum och sonen Öde Nerdrum, som gjort en dokumentärserie om honom. För musiken stod violinisten Daniel Lozakovich | 23 mars 2018     |

## Säsong 20 (2018)
Säsong 20, 14 (12) avsnitt, sändes på SVT1 / SVTPlay mellan 14 september 2018 och 29 maj 2019.
| Nr | Gäster | Sändningsdatum    |
| -- | --- | ----------------- |
| 0  | Tio år med Skavlan. På fem minuter visas vad vi fått de första tio åren. | 8 september 2018  |
| 1  | Mikael Persbrandt och Petra Mede, Jimmie Åkesson med sin sambo och partikamrat Louise Erixon, hans helighet Dalai lama, brottaren Stig-André Berge | 14 september 2018 |
| 2  | Miljöaktivisten Gunhild Stordalen, singer-songwritern Josh Groban, skådespelaren Alan Alda, Amanda Knox ("Foxy Knoxy") | 21 september 2018 |
| 3  | Stavhopparen Armand Duplantis, sångaren Bon Jovi, #metoo-advokaten Gloria Allred, naturfilmaren sir David Attenborough | 28 september 2018 |
| 4  | Skådespelaren Uma Thurman, 14-årige Robert Irwin son till förolyckade krokodiljägaren Steve Irwin, advokaten och författaren Susan Cain, konservativa författaren Ann Coulter. Noah Kahan intog scenen                                                                                  | 5 oktober 2018    |
| 5  | Isabella Löwengrip (Blondinbella), samhällsdebattören Arundhati Roy, komikern Kevin Vågenes, DJ:en David Guetta | 12 oktober 2018   |
| 6  | Skådespelaren Claire Foy, ryttaren Peder Fredricson samt Peter Dalle. På scen stod sångaren Sondre Justad | 19 oktober 2018   |
| 7  | Centerpartiets Annie Lööf, Helena af Klercker och Lou Åberg - Räddades från skeppsbrott för 34 år sedan, psykologen Jordan B. Peterson, norske författaren Erlend Loe | 26 oktober 2018   |
| 8  | Artisten Sanna Nielsen, författaren John Ajvide Lindqvist, Lucy Hawking, dotter till fysikern Stephen Hawking, Andria Zafirakou, korad till världens bästa lärare. På scenen stod Tove Styrke                                                                                           | 2 november 2018   |
| 9  | Den mördade journalisten Kim Walls föräldrar, entreprenören och miljökämpen Boyan Slat, författaren Jenny Colgan. Artisten Angelina Jordan framförde låten Shield | 9 november 2018   |
| 10 | EU-kommissionären Margrethe Vestager, äventyraren Samuel Massie, Pulitzerprisbelönade cancerläkaren och forskaren Siddhartha Mukherjee, rockbandet Mumford & Sons, som också spelade live                                                                                               | 16 november 2018  |
| 11 | Skidskytteparet Ole Einar Bjørndalen och Darja Domratjeva, komikern Eddie Izzard, skådespelaren Rose McGowan | 23 november 2018  |
| 12 | Fotografen Christoffer Hjalmarsson med 47-årige Thomas, som levt på gatan i tio år, programledarkollegan David Hellenius, norsk-italienska Elisa Del Genio, 11 år, FN:s före detta miljöchef Erik Solheim, psykologen och parterapeuten Esther Perel. På scen: danska Mø med låten Blur | 30 november 2018  |
| 13 | En kavalkad av höstsäsongens gäster från Stockholm, New York och London | 31 december 2018  |

## Säsong 21 (2019)
Säsong 21, 13 avsnitt, sändes på SVT1 / SVTPlay mellan 11 januari 2019 och 2 oktober 2019.
| Nr | Gäster | Sändningsdatum   |
| -- | --- | ---------------- |
| 1  | Författaren Jonas Gardell, 106-åriga bloggaren Dagny Carlsson, psykiatrikern Anders Hansen och fotbollsspelaren Ada Hegerberg.                                                                                           | 11 januari 2019  |
| 2  | 16-åriga klimataktivisten Greta Thunberg, pastor Jesse Jackson, Malin Stenberg, blev mor med hjälp av transplanterad livmoder och författaren Finn Schjøll ("Blomster-Finn").                                            | 18 januari 2019  |
| 3  | Mor och dotter Pernilla Wahlgren och Bianca Ingrosso, prinsessan Latifa av Dubais finska väninna Tiina Jauhiainen, IT-miljardären Are Traasdahl och norska artisten Emilie Nicolas (framförde låten Feel Fine).          | 25 januari 2019  |
| 4  | Programledaren sir Michael Parkinson, komikern Anders Jansson, norska skådespelaren Pia Tjelta och artisten Hozier, både på scen och i intervjusoffan                                                                    | 1 februari 2019  |
| 5  | Regissören Colin Nutley, visselblåsaren Daniel Ellsberg, Robert Steen, vars son dog i en muskelsjukdom, programutvecklaren Anna Rosling Rönnlund och den norska artisten Astrid S som även framförde låten Someone New.  | 8 februari 2019  |
| 6  | Ebba Busch Thor, skidskyttetränaren Wolfgang Pichler, sierraleonsk-amerikanska ballerinan Michaela DePrince och brittiske Matthew "Matty" Healy med sitt band The 1975 stod på scenen.                                   | 15 februari 2019 |
| 7  | Börje Salming, fotbollsparet Victor och Maja Nilsson Lindelöf, journalisten James Bloodworth och "Liv", ett av offren från Tysfjordskandalen. På scenen stod Mabel med låten Don´t call me up.                           | 22 februari 2019 |
| 8  | Förbundskaptenerna Lars Lagerbäck och Janne Andersson, skådespelerskan Marianne Mörck, komikerna Cecilie Steinmann Neess och Hege Schøyen, fotografen Alison Jackson. På scenen framförde Sven-Ingvars Rör vid mig igen. | 1 mars 2019      |
| 9  | Humorparet Jesper Rönndahl och Marie Agerhäll, läkaren Rangan Chatterjee, portugisiske sångaren Salvador Sobral och genusforskaren Sanna Sarromaa. På scenen stod Anderson Paak.                                         | 8 mars 2019      |
| 10 | Afrikakorrespondent Johan Ripås, komikern och regissören Stephen Merchant och sektmedlemmen Leslie Wagner-Wilson. På scen stod cellisten Sheku Kanneh-Mason.                                                             | 15 mars 2019     |
| 11 | Melodifestivalsvinnaren John Lundvik, författaren Caitlin Moran, sömnforskaren Matthew Walker och norska artisten Aurora - som också framförde en version av låten Animal.                                               | 22 mars 2019     |
| 12 | Sara Danius, norska prinsessan Märtha Louise med shamanen Durek, komikern och författaren Fredrik Lindström och finske dirigenten Klaus Mäkelä. På scenen stod Miriam Bryant.                                            | 29 mars 2019     |
| 13 | Skidåkerskan Stina Nilsson, norska sångerskan Helene Bøksle, Danmarks statsminister Lars Løkke Rasmussen och den brittiska elitsoldaten Ant Middleton. På scenen Veronica Maggio.                                        | 5 april 2019     |

## Säsong 22 (2019)
Säsong 22, sändes på SVT1 / SVTPlay mellan 20 september 2019 och 28 juni 2020.
| Nr | Gäster | Sändningsdatum    |
| -- | --- | ----------------- |
| 1  | Skådespelaren David Dencik, skidåkaren Petter Northug, dansaren Tony Irving och den norska krimförfattaren Anne Holt. På scen stod The Mamas. | 20 september 2019 |
| 2  | Klimataktivisten Greta Thunberg, dokumentärfilmaren Michael Moore, porrskådespelaren Stormy Daniels och psykologiprofessorn Steven Pinker. | 27 september 2019 |
| 3  | Skådespelaren Josephine Bornebusch, skådespelaren Josefine Frida Pettersen och kompositören Jacob Mühlrad, bland annat om albumet Time som framförs av 30 sångare ur Radiokören. Artisten Brandon Jenner (son till Caitlyn Jenner, tidigare Bruce Jenner) framför låten Death Of Me. | 4 oktober 2019    |
| 4  | Doktor Ruth Westheimer, miljonären Anthony Scaramucci, författaren Joyce Carol Oates och låtskrivaren Mark Ronson. | 11 oktober 2019   |
| 5  | Skateboard-åkaren Tony Hawk, sektmedlemmen Dianne Lake, zoologen Dave Salmoni och statsminister Erna Solberg. | 18 oktober 2019   |
| 6  | Skådespelaren Christina Schollin, friklättraren Alain Robert, australiska komikern Hannah Gadsby och norska Dag Otto Lauritzen. På scenen Michael Kiwanuka. | 25 oktober 2019   |
| 7  | Brexitpolitikern Boris Johnsons syster, författaren och programledaren Rachel Johnson, musikern Noel Gallagher, skådespelaren Edward Norton och entomologiprofessor Anne Sverdrup-Thygeson. | 1 november 2019   |
| 8  | Skådespelaren Malin Åkerman, inredaren Ernst Kirchsteiger, hotellkungen Petter Stordalen och skådespelaren Rosanna Arquette. På scenen framförde Emma Steinbakken låten Not gonna cry. | 8 november 2019   |
| 9  | Journalisten Hanna Hellquist, komikern Nils-Ingar "Nilsi" Aadne och rättsläkaren Dr. Richard Shepherd. På scenen framförde Lewis Capaldi sin låt Bruises. | 15 november 2019  |
| 10 | Systrarna Magdalena och Hannah Graaf Karyd, norska skådespelaren Kristofer Hivju, brittiska brandchefen Sabrina Cohen-Hatton och den indiske yogin Sadhguru. | 22 november 2019  |
| 11 | Fotbollstränaren Sven-Göran Eriksson, författaren Malcolm Gladwell, norska handbollsspelaren Nora Mørk och den brittiska historikern Dame Mary Beard. | 29 november 2019  |
| 12 | Ishockeyspelaren Peter Forsberg, skådespelaren och komikern Nour El Refai, artisten Björn Ulvaeus, barnpsykologen Hedvig Montgomery samt Mando Diao som uppträdde med låten Long Long Way. | 6 december 2019   |
| 13 | Klipp från 2019 med Pernilla Wahlgren och Bianca Ingrosso, Mabel, Ada Hegerberg, Lars Lagerbäck och Janne Andersson, Matthew Walker och Caitlin Moran, Anderson .Paak, Greta Thunberg och Michael Moore, Rosanna Arquette, Daniel Ellsberg, Petter Stordalen, Astrid S, Petter Northug, Stina Nilsson, Christina Schollin, Jonas Gardell, Sven-Göran Eriksson, Veronica Maggio, Börje Salming, Victor och Maja Nilsson Lindelöf, Sven-Ingvars, Malin Åkerman, Peter Forsberg, Ernst Kirchsteiger, Stormy Daniels, Jacob Mühlrad, Dagny Carlsson, Brandon Jenner, Björn Ulvaeus, Ebba Busch Thor, Dave Salmoni, Miriam Bryant, Noel Gallagher, Rachel Johnson, Lewis Capaldi, Hanna Hellquist, Mando Diao, Edward Norton, Marianne Mörck, The 1975, Sara Danius, Emilie Nicolas samt Michael Kiwanuka med låten Cold little heart. | 31 december 2019  |

## Säsong 23 (2020)
Säsong 23, 13 avsnitt. Sändes på SVT1 / SVTPlay mellan 10 januari och 1 oktober 2020.
| Nr | Gäster | Sändningsdatum   |
| -- | --- | ---------------- |
| 1  | Jonatan Unge, Cecilia Hagen, danske skådespelaren Claes Bang, flickvännen/änkan till journalisten Jamal Khashoggi - Hatice Cengiz samt norske Jon Almaas. På scenen stod Amason med låten Reach Out More.                         | 10 januari 2020  |
| 2  | Före detta ledare och pastor i Knutby Filadelfia Emma Gembäck, Henrik Schyffert, norske skådespelaren Jakob Oftebro samt Pär Johansson och Emma Örtlund från Glada Hudik-teatern.                                                 | 17 januari 2020  |
| 3  | Ari Behns föräldrar Marianne Behn och Olav Bjørshol, Mark Levengood, finske räddningsdykaren Mikko Paasi samt Linnea Henriksson som framförde Marie Fredrikssons Tro.                                                             | 24 januari 2020  |
| 4  | Rolf Lassgård, SVT-korrespondenten Carina Bergfeldt, norske Utöya-polisen Geir Oustrop, konstnären Ida Ekblad samt Vincent Pontare och Salem Al Fakir (duon Vargas & Lagola).                                                     | 31 januari 2020  |
| 5  | Politikern Annika Strandhäll, schackvärldsmästaren Magnus Carlsen, tv-doktorn Rangan Chatterjee samt artisten Agnes Carlsson som även uppträdde.                                                                                  | 7 februari 2020  |
| 6  | Camilla Läckberg, artisten Jarvis Cocker, forskaren Dr Giles Yeo och 86-åriga Maria Gabrielsen. | 14 februari 2020 |
| 7  | Alex Schulman, den brittiska advokaten och politikern Cherie Blair, den brittiska elitsoldaten Ant Middleton och den irländske författaren Marian Keyes.                                                                          | 21 februari 2020 |
| 8  | Marie Nilsson Lind, danska skådespelaren Ghita Nørby, komikern Anders "Ankan" Johansson, norske politikern Mímir Kristjánsson och på scenen uppträdde den norska artisten Dagny med nya singeln Come over.                        | 28 februari 2020 |
| 9  | Gina Dirawi, norska skådespelaren Ane Dahl Torp, The Ice Man Wim Hof och Marcus Lewis som skrivit en bok om sin svåra uppväxt. | 6 mars 2020      |
| 10 | Engelska sångerskan Dua Lipa, nioåriga trummisen Nandi Bushell, chefen för norska forskningsstiftelsen CEPI Richard Hatchett om investeringar till vaccin mot Covid-19 och amerikanske artisten Aloe Blacc.                       | 13 mars 2020     |
| 11 | Norska operasångerskan Lise Davidsen, Stanley Johnson, miljökämpe och pappa till brittiska premiärministern Boris Johnson, filmskaparen och komikern Richard Ayoade samt psykologen och experten på falska minnen, dr Julia Shaw. | 20 mars 2020     |
| 12 | Jenny och Niklas Strömstedt, Agnes Wold, professor i bakteriologi, astronauten Scott Kelly, ekonomipristagaren Paul Krugman, skidåkaren Linn Svahn och på scenen står franska Christine and the Queens.                           | 27 mars 2020     |
| 13 | Statsepidemiolog Anders Tegnell, artisten Zara Larsson, fd statsminister Carl Bildt, komikern Babben Larsson samt Malena och Beata Ernman som på scenen framförde sången La Vie En Rose.                                          | 3 april 2020     |

## Säsong 24 (2020)
Säsong 24, 12 avsnitt. Sändes på SVT1 / SVTPlay mellan 18 september 2020 och 2 juni 2021.
| Nr | Gäster | Sändningsdatum    |
| -- | --- | ----------------- |
| 1  | Fd. politikern Mona Sahlin, komikern David Batra, fd. amerikanska utrikesministern Madeleine Albright, den brittiske komikern Michael McIntyre och norske stylisten Jan Thomas.                                  | 18 september 2020 |
| 2  | Artisten Alexander Rybak, författaren Åsa Linderborg, skådespelaren Cynthia Nixon och britternas förre talman John Bercow.                                                                                       | 25 september 2020 |
| 3  | Skådespelaren Sofia Helin, modellen Elsa Hosk, komikern Ricky Gervais och filmkritikern Johan Croneman. Dessutom Sting och Melody Gardot som tillsammans framförde Little Something.                             | 2 oktober 2020    |
| 4  | Bloggaren Isabella Löwengrip, stavhopparen Armand Mondo Duplantis, brittiske författaren Ben MacIntyre och artisten Ella Marie Hætta Isaksen. Helen Sjöholm framförde sången Jag är elden.                       | 9 oktober 2020    |
| 5  | Skådespelaren Noomi Rapace, nyhetsankaret Claes Elfsberg, psykologen, författaren och brorsdottern Mary Trump samt artisten Lykke Li som även framförde låten Bron.                                              | 16 oktober 2020   |
| 6  | Artisten Bruce Springsteen, artisten Laleh, (även på scenen med låten Vatten), norske skådespelaren Aksel Hennie och Estoniaöverlevaren Sara Hedrenius.                                                          | 23 oktober 2020   |
| 7  | Artisten Miley Cyrus, fotbollstränaren Erik Hamrén, komikern och programledaren Seth Meyers samt professorn och ekonomen Noreena Hertz.                                                                          | 30 oktober 2020   |
| 8  | Kocken Marcus Samuelsson, Gro Harlem Brundtland, skådespelaren Viggo Mortensen. På scenen framförde Sam Smith låten Diamonds.                                                                                    | 6 november 2020   |
| 9  | Reportern Ulrich Larsen, skidskytten Magdalena Forsberg, föreläsaren Björn Natthiko Lindeblad, skådespelaren Joanna Lumley.                                                                                      | 13 november 2020  |
| 10 | Programledaren Trevor Noah, utförsåkaren Lindsey Vonn, artisten Kylie Minogue och artisten Dave Grohl, vars band Foo Fighters också framförde Shame Shame.                                                       | 20 november 2020  |
| 11 | Skådespelerskan Isabella Rossellini, norske tennisspelaren Casper Ruud, danske arkitekten Bjarke Ingels, Amanda Hearst (barnbarnsbarn till William Randolph Hearst). Felix Sandman framförde Relations.          | 27 november 2020  |
| 12 | Artisten Dolly Parton, norske friidrottaren Karsten Warholm, danska skådespelaren Sofie Gråbøl samt nazistjägaren Efraim Zuroff. Molly Sandén och Jonathan Johansson framträdde med Come Whatever Come What May. | 4 december 2020   |

## Säsong 25 (2021) – Sista
Säsong 25, 12 avsnitt. Sändes på SVT1 / SVTPlay mellan 17 september 2021 och 2 juni 2022.
| Nr | Gäster | Sändningsdatum    |
| -- | --- | ----------------- |
| 1  | Artisten Magnus Uggla, norska para-idrottaren Birgit Skarstein, svenske skådespelaren Alexander Abdallah samt soulsångaren Seinabo Sey.                                            | 17 september 2021 |
| 2  | Kriminolog Leif GW Persson, Maria Montazami, rallyföraren Oliver Solberg samt fotbollsmålvakten Hedvig Lindahl.                                                                    | 24 september 2021 |
| 3  | Artisterna Filip Hammar och Agnes Lindström Bolmgren, vetenskapsjournalisten och neurobiologen Lone Frank samt norrmannen Magnus Slagsvold Støre. Scenframträdande av Alan Walker. | 1 oktober 2021    |
| 4  | Skådespelaren Peter Stormare, skådespelaren Lashana Lynch, artisten Ed Sheeran, artisten Cherrie samt norrmannen Gustav Witsøe Jr.                                                 | 8 oktober 2021    |
| 5  | Marit Bjørgen, skådespelaren Henrik Dorsin, artisten Miriam Bryant (som även uppträdde på scenen) och biologen Merlin Sheldrake.                                                   | 15 oktober 2021   |
| 6  | Författaren Malin Persson Giolito, norrmannen Öde Nerdrum, norske moderedaktören Rawdah Mohamed samt kocken Leif Mannerström. på scenen framträdde Veronica Maggio.                | 22 oktober 2021   |
| 7  | Danska skådespelaren Trine Dyrholm, skådespelaren Dragomir Gago Mrsic, norske artisten Marie Ulven (som även uppträdde på scenen) samt Richard Juhlin.                             | 29 oktober 2021   |
| 8  | Brittiske simhopparen Tom Daley, rymdforskaren Maggie Aderin-Pocock, artisten Nile Rodgers samt rapparen Little Simz som även uppträdde med I love you, I hate you.                | 5 november 2021   |
| 9  | Skådespelarna David Dencik och norska Renate Reinsve, danska fotbollsspelaren Nadia Nadim samt artisten Joakim Thåström – som även uppträdde på scenen tillsammans med Titiyo.     | 12 november 2021  |
| 10 | Skådespelaren Marianne Mörck, norska komikern Herman Flesvig samt brittiska mediemannen Stephen Fry. På scenen uppträdde Léon med sin låt Soaked.                                  | 19 november 2021  |
| 11 | Skådespelaren Henriette Steenstrup, forskaren Giles Yeo, Bear Grylls. På scenen uppträdde Olly Alexander och hans band Years & Years med låten Sweet talker.                       | 26 november 2021  |
| 12 | Statsminister Magdalena Andersson, Felix Herngren, norska komikern Else Kåss Furuseth samt belarusiskan Svetlana Tichanovskaja. På scenen uppträdde Bo Kaspers Orkester.           | 3 december 2021   |